# 张盾
张盾，字士宣，吴郡吴县（今江苏省苏州市）人，南北朝南梁官员。
张盾是张茂度的曾孙，张永的孙子，張瓌的儿子，張率的弟弟。张盾谨慎持重著称。担任无锡县令时，遇到抢劫，问抢劫的人要什么，抢劫的人用刀砍他的面颊，他说：“咄，咄，不易”，没有说其他的话。于是生活财物全被抢光，也没有介怀。担任湘东王萧绎记室，出监富阳令。他廓然独处，无所用心。去世的时候，家无余财，只有文集和书籍千余卷，酒和米数瓮而已。